# Saddi Soumaila
Saddi Soumaila est un ingénieur diplômé de l'École centrale de Paris (promotion 1986) et politicien nigérien, ministre de l'Équipement du Niger du 2 avril 2012 au 12 août 2013. Élu député national de la République du Niger au titre du Parti Nigerien pour la Démocratie et le Socialisme PNDS lors des élections législatives du 21 février 2016. Son mandat s'est terminé en mars 2021 car il est reélu en tant que suppléant d'un autre député de sa circonscription de Tahoua.
En septembre 2022 il est nommé 1er vice-président du Conseil Économique Social et Culturel du Niger, CESOC. Le Président du CESOC est Mairou Malam Ligari, du parti Jamburia.